# Eschweilera pseudodecolorans
Eschweilera pseudodecolorans là một loài thực vật có hoa trong họ Lecythidaceae. Loài này được S.A.Mori mô tả khoa học đầu tiên năm 1992.